# Przewóz Tarnowski
Przewóz Tarnowski (prononciation : [ˈpʂɛvus tarˈnɔfski]) est un village polonais de la gmina de Magnuszew dans le powiat de Kozienice de la voïvodie de Mazovie dans le centre-est de la Pologne.
Il se situe à environ 4 kilomètres au nord-est de Magnuszew (siège de la gmina), 25 kilomètres au nord-ouest de Kozienice (siège du powiat) et à 56 kilomètres au sud-est de Varsovie (capitale de la Pologne).

## Histoire
De 1975 à 1998, le village appartenait administrativement à la voïvodie de Radom.